# Marco Valerio Mesala Barbado Mesalino
Marco Valerio Mesala Barbado o Marco Valerio Mesala Mesalino (en latín Marcus Valerius Messalla Barbatus o Marcus Valerius Messalla Messallinus) (¿?- 21 d.c.]) fue un senador romano, que vivió entre el siglo I a. C. y el siglo I, y desarrolló su carrera política bajo los imperios de Augusto y Tiberio. 

## Familia
Era hijo de Marco Valerio Mesala Mesalino, consul ordinarius en 3 a. C. y de Claudia Marcela, hija de Octavia la Menor, la hermana del emperador Augusto, y por tanto emparentado con la familia imperial Julio-Claudia. También era sobrino de Marco Aurelio Cota Máximo Mesalino, con quien compartió consulado.

## Carrera política
Su carrera no es desconocida, culminando en 20, bajo Tiberio, como consul ordinarius.

## Matrimonio y descendencia
Casado con su prima Domicia Lépida, tuvo dos hijos, Marco Valerio Mesala Corvino, consul ordinarius en 58, bajo Nerón, y Valeria Mesalina esposa del emperador Claudio I. Falleció en 21.